# Milagros Cámere
Milagros Cámere (Perú, 22 de septiembre de 1972-5 de mayo de 2024) fue una voleibolista peruana que jugó en la posición de atacante.

## Carrera
Representó a Perú desde 1991 hasta 2000, participó en 2 ediciones de los Juegos Olímpicos, en Atlanta 1996 y Sídney 2000, terminó en 11.º lugar en ambas ocasiones.
Participó en dos ocasiones en el Campeonato Mundial de Voleibol Femenino: en 1994 en Brasil, donde fue eliminada en la primera ronda, y en 1998 en Japón, avanzó hasta la segunda ronda.
Ganó la medalla de bronce en los Juegos Panamericanos de La Habana 1991.